# Центролев

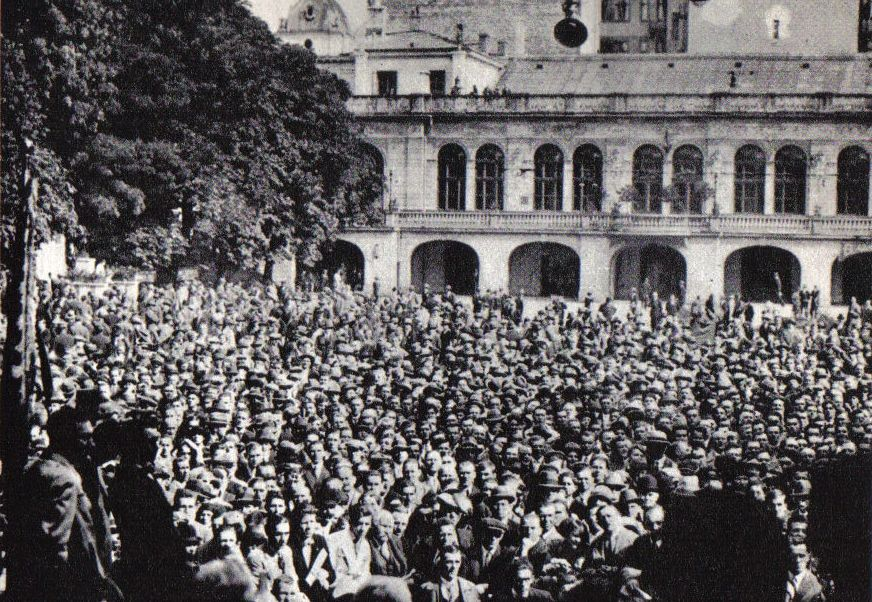
Митинг Центролева в Варшаве, 15 сентября 1930 года

Центролев (пол. Centrolew) — коалиция нескольких польских оппозиционных партий левого и центристского толка (Польская народная партия «Освобождение», Польская народная партия «Пяст», Национальная рабочая партия, Польская социалистическая партия и христианско-демократические группы) после выборов 1928 года. Коалиция была направлена против режима «Санации». Её руководителем был социалист Норберт Барлицкий.
1 декабря 1929 года Центролев начал всепольскую кампанию митингов протеста. Блок располагал 183 депутатскими мандатами из 444, и в день начала работы нового созыва Сейма (5 декабря) сумел выразить вотум недоверия правительству Казимежа Свитальского, отправив его в отставку.
29 июня 1930 года по инициативе Центролева в Кракове был созван Конгресс защиты прав и свободы народа. Также состоялась массовая антиправительственная демонстрация под лозунгами ликвидации диктатуры Пилсудского и формирования конституционного правительства, пользующегося доверием общественности.
На 14 сентября 1930 Центролев планировал новые демонстрации в 21 населённом пункте Польши. Однако власти ответили репрессиями. 25 августа 1930 года правительство возглавил лично Пилсудский. Сейм был распущен, а в ночь с 9 на 10 сентября 12 видных деятелей Центролева (Винценты Витос, Герман Либерман, Станислав Дюбуа, Кароль Попель и т. д.) были арестованы.
Перед выборами в Сейм в 1930 году политики Центролева были подвергнуты репрессиям (наиболее известные из них — заключение в Брестскую крепость и последующие Брестские процессы с 26 октября 1931 года по 13 января 1932 года). Центролев потерпел поражение на проходивших в атмосфере страха и террора выборах, и распался как коалиция.